# Paweł Fuks
Paweł (Perec) Fuks (ur. 15 maja 1931 w Łodzi) — ekonomista, polski Żyd, przeżył Holocaust, obecnie żyje w Izraelu, autor książki Dziecko wojny, brydżysta. 

## Życiorys
Ojciec Icchak Fuks (urodzony w 1902) był z zawodu formierzem pończoch i pracował we własnym mieszkaniu w Łodzi na Bałutach, przy ul. Żydowskiej (obecnie Bojowników Getta Warszawskiego) 14. Matka, Hinda-Liba z domu Goldberg była cerowaczką pończoch i pracowała przez wiele lat w fabryce Popowskiego przy ul. Cegielnianej (obecnie ul. Stefana Jaracza) w Łodzi. Był jedynakiem „co w środowisku żydowskim było nietypowe”. Do wybuchu wojny ukończył dwie klasy żydowskiej szkoły podstawowej Medema. 
Pod koniec grudnia 1939 wyjechał z rodzicami z Łodzi, najpierw do Białegostoku, a potem na tereny Związku Radzieckiego i tam w wielu miejscowościach, m.in. w Magnitogorsku, przebywał do 1946. W 1946 wrócił wraz z rodzicami do Łodzi gdzie rozpoczął naukę początkowo w szkole żydowskiej im. Icchaka Pereca przy ul. Kilińskiego, a potem dwie ostatnie klasy do matury w 1952 w szkole Towarzystwa Przyjaciół Dzieci (I TPD) przy ul. Stefana Jaracza 26. W 1955 ukończył trzyletnie studia na wydziale ekonomiki przemysłu w Wyższej Szkole Ekonomicznej (WSE) w Łodzi. Pracował jako ekonomista w łódzkiej Wifamie (Widzewska Fabryka Maszyn Włókienniczych) do kwietnia 1957.
W kwietniu 1957 otrzymał wizę wyjazdową do Izraela (tracąc polskie obywatelstwo) i tam wyjechał wraz z rodzicami. Zamieszkał w pobliżu Tel Awiwu i początkowo pracował w różnych miejscach i firmach, a od 1960 jako ekonomista w Izraelskich Zakładach Lotniczych nieprzerwanie do połowy 1984, kiedy odszedł na wcześniejszą emeryturę. Od tego czasu był nauczycielem brydża (przedtem był zawodnikiem, grał w mistrzostwach okręgowych, zdobywał tytuły mistrzowskie) w Klubie Sportowym w Holonie, autorem podręcznika gry w brydża. Zatrudniony był tam 26 lat (do 2009) i stamtąd otrzymuje drugą emeryturę. 
Mieszka w Cholonie. Żona, Róża z domu Kuper (pobrali się w 1958) jest emerytowaną lekarką, mają dwoje dzieci i czwórkę wnuków.
Od wielu lat w Międzynarodowym Dniu Pamięci o Ofiarach Holokaustu w Izraelu przekazuje młodzieży w szkołach i w wojsku swoje przeżycia i doświadczenia związane z zagładą narodu żydowskiego w II wojnie światowej.

## Twórczość
Jest autorem autobiograficznej książki Dziecko wojny wydanej w 1994 w Łodzi w wydawnictwie „Oficyna Bibliofilów”. Wydana ona była także wcześniej, w 1984, w języku hebrajskim i spotkała się tam z dużym zainteresowaniem czytelników.
Pozornie nie jest to książka o sprawach wielkich. Zakwalifikować ją raczej można do wspomnień rodzinnych pisanych dzieciom i wnukom ku pamięci. Ale historia obeszła się z polskimi Żydami okrutnie i rodzinna opowieść Pawła Fuksa nabiera miejscami wymiaru antycznej tragedii. Lecz autor rzadko uderza w tony dramatu. Pogodzony ze światem, który chciał go zniszczyć, spisuje swoje dzieje z jakąś podziwu godną pogodą ducha. A losy jego były dramatyczne. Opisał w niej swoje przedwojenne i wojenne losy: ucieczkę z okupowanej przez hitlerowców Łodzi, pobyt w Białymstoku, Magnitogorsku oraz wędrówkę po bezkresach Związku Radzieckiego, a potem życie w Łodzi, naukę i studia. Opisał rzeczywistość widzianą oczami dziecka i dorastającego chłopca. Opisał także swoje młodzieńcze miłości. Skończył swoją opowieść na latach pięćdziesiątych tuż przed wyjazdem z Polski do Izraela. Fragment recenzji: Wartości dokumentalno-poznawcze tej książki stanowią jej dodatkowy walor. Wrażliwa i chłonna pamięć dziecka utrwaliła nazwiska, obrazy, zdarzenia. Czasem ma się wrażenie, iż oglądamy fotografie z rodzinnych albumów lub wojennych kronik. Wszystko to zostało opisane żywym, potocznym językiem (…).